# 정아미 (희극인)
정아미(1982년 12월 15일 ~ )은 대한민국의 희극 배우이다.

## 학력
- 동국대학교 연극영화 연기전공 졸업

## 출연작

### 텔레비전 프로그램
- 토지 (SBS)
- 연개소문 (SBS)
- 웃찾사 (SBS)

## 수상 및 후보
- 2006년 SBS 연예대상 신인상 후보